# The Sail @ Marina Bay
Pour les articles homonymes, voir Sail et Marina Bay.
The Sail @ Marina Bay (la voile) est un complexe de deux gratte-ciel résidentiels situés à Singapour. Ce complexe, qui domine Marina Bay, est situé en bordure du quartier des affaires.
Construit par Bouygues, il a été achevé en 2008.